# 下呂発 温泉博物館
下呂発 温泉博物館（げろはつ おんせんはくぶつかん）は、岐阜県下呂市にある温泉専門の博物館。

## 概要
温泉を「科学」と「文化」の両面から扱う博物館として2004年（平成16年）4月に下呂温泉温泉街の一角に開館。温泉に関わる約400点の展示資料に加えて、温泉に関する書籍や学会誌なども収蔵している。
また、博物館内には足湯や歩行浴施設もあり、入館者は利用可能となっている。
岐阜県まちかど美術館・博物館に登録されている。

## 展示内容
館内は5つのコーナーで構成されている。
- 温泉の科学

温泉の泉質による効能の違いや湧出の仕組みについて模型などを使って展示している。
- 温泉の文化

温泉の歴史的資料や、温泉を使った製品などについて紹介している。
- 温泉博士の部屋

温泉に関する資料を揃えており、自由に閲覧できる。
- おもしろ温泉チャレンジ

温泉の成分分析などの体験が出来る。
- ようこそ下呂温泉へ

下呂温泉の歴史などについて紹介している。

## 利用詳細
博物館は下呂温泉株式会社によって運営されており、同社の温泉施設を利用するセット料金も別に設定されている。
- 開館時間 - 9:00～17:00
- 休館日 - 毎週木曜日（祝祭日の場合は翌日）
- 入館料 - 中学生以上400円、小学生200円、10名以上の団体は1割引